# Hazárd megye lordjai (film)
A Hazárd megye lordjai (eredeti cím: The Dukes of Hazzard) 2005-ben bemutatott amerikai akcióvígjáték, amely az azonos című televíziós sorozat alapján készült. A film rendezője Jay Chandrasekhar, forgatókönyvírója John O'Brien, a főszerepeket Johnny Knoxville és Seann William Scott alakítja.
Ez volt Jessica Simpson popénekes színészi debütálása. A projektet 2005. augusztus 5-én mutatta be a Warner Bros. Pictures, Magyarországon egy héttel később szinkronizálva, augusztus 13-án jelent meg az InterCom Zrt. jóvoltából. Általánosságban negatív értékeléseket kapott a kritikusoktól, azonban pénzügyileg sikert aratott. A folytatása közvetlenül DVD-n jelent meg 2007-ben Hazárd megye lordjai: A kezdet címmel.

## Szereplők

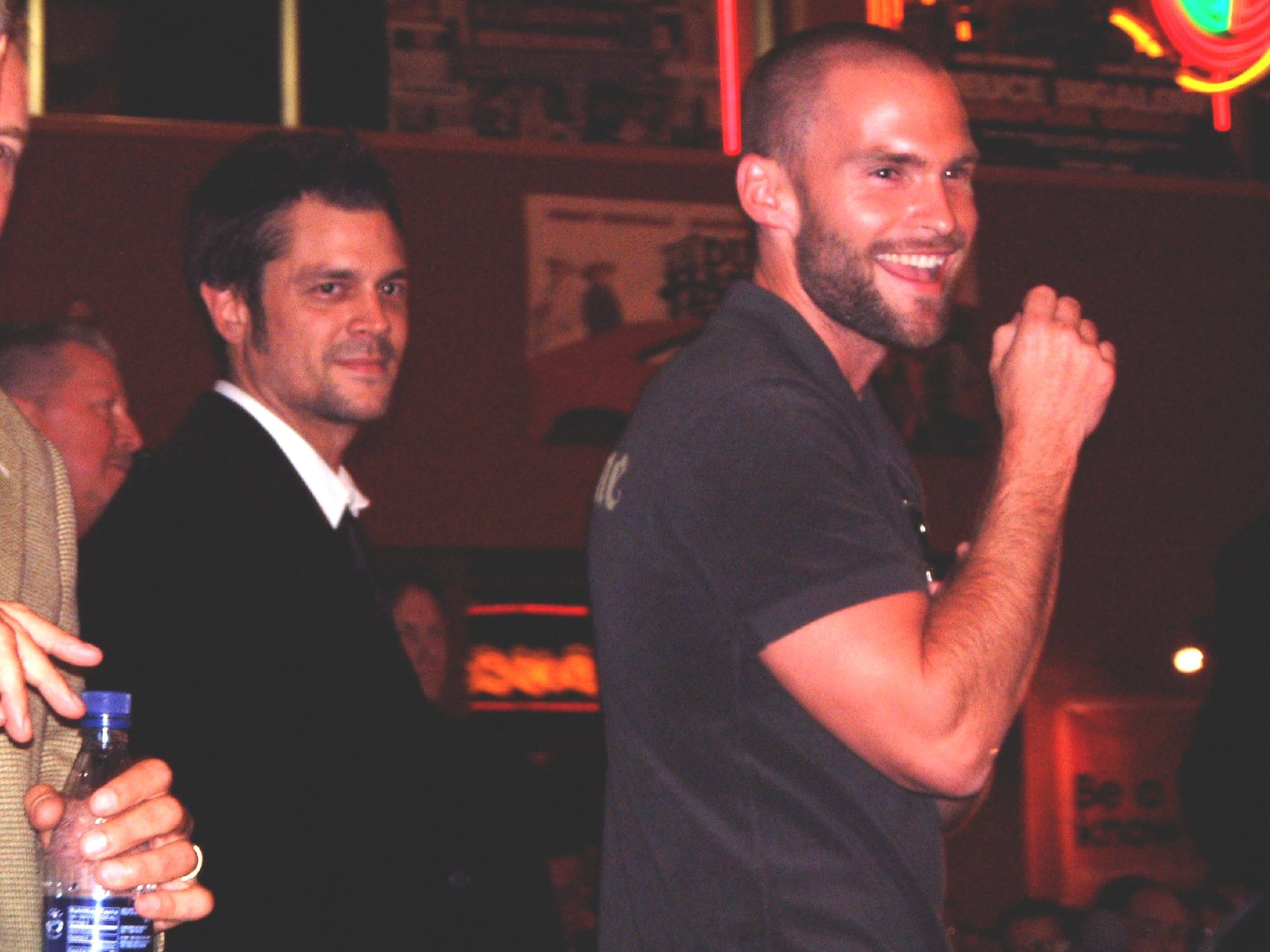
Knoxville és Scott a film premierén

| Szerep                      | Színész               | Magyar hang     |
| --------------------------- | --------------------- | --------------- |
| Luke Duke                   | Johnny Knoxville      | Selmeczi Roland |
| Bo Duke                     | Seann William Scott   | Gáspár András   |
| Daisy Duke                  | Jessica Simpson       | Peller Anna     |
| Boss Hogg                   | Burt Reynolds         | Tordy Géza      |
| Jesse Duke bácsi            | Willie Nelson         | Kun Vilmos      |
| Cooter Davenport            | David Koechner        | Pálfai Péter    |
| Rosco P. Coltrane seriff    | M. C. Gainey          | Barbinek Péter  |
| Enos Strate seriffhelyettes | Michael Weston        | Szokol Péter    |
| Pauline                     | Lynda Carter          | Kokas Piroska   |
| Billy Prickett              | James Roday Rodriguez | Kardos Róbert   |
| Katie-Lynn Johnson          | Nikki Griffin         | Zsigmond Tamara |
| Dil Driscoll                | Michael Roof          | Láng Balázs     |

## Folytatás
A Hazárd megye lordjai: A kezdet címmel megjelenő folytatás 2007. március 4-én került bemutatásra a televízióban, és 2007. március 13-án jelent meg DVD-n.

## Fordítás
- Ez a szócikk részben vagy egészben  a   The Dukes of Hazzard (film) című angol Wikipédia-szócikk fordításán alapul.  Az eredeti cikk szerkesztőit annak laptörténete sorolja fel. Ez a jelzés csupán a megfogalmazás eredetét és a szerzői jogokat jelzi, nem szolgál a cikkben szereplő információk forrásmegjelöléseként.